# Karakala
Karakala (latinsko Marcvs Avrelivs Severvs Antoninvs Avgvstvs) je bil rimski cesar, ki je vladal v letih 197-217, * 4. april 188, Lugdunum, Lugdunska Galija, † 8. april 217, Harran, Sirija.
Lucij Septimij Basijan je bil starejši sin Septimija Severja in njegove druge žen Julije Domne, ki je dobil naziv Karakala po njegovem najljubšem oblačilu, keltskem plašču s kapuco. V Rimu je dal zgraditi Karakalove terme, ki so obsegale kopalno in nakupovalno središče ter knjižnica in prostore za zborovanja. Poleg tega je s Constitutio Antoniniana podelil rimske državljanske pravice vsem svobodnim prebivalcem rimskega cesarstva. S kakšnim namenom je to storil, ni povsem znano. Edini zgodovinar tistega časa Kasij Dion, ki ni maral Karakale, je menil, da je hotel cesar s tem samo dobiti denar, kajti tako so nekateri davki, ki so jih prej morali plačevati samo Rimljani, sedaj zadevali vse prebivalce cesarstva.
Leto dni po smrti svorega očeta leta 211 je Karakala ubil svojega mlajšega brata Geta in dal ubiti številne pripadnike rimskega višjega sloja (tudi ženo Plavtilo). Ker ga je senat sovražil, je skušal pridobiti podporo pri meščanih - zgradil je terme in vsem prebivalcem podelil rimsko državljanstvo. 
Na vzhodu je hotel iti po stopinjah Aleksandra Velikega, a je moral pred tem v Germaniji ustaviti vpade Alemanov, kar mu je z velikimi denarnimi zneski tudi uspelo. Tako Rim prvič v zgodovini od germanskega plemena ni dobil tributa, ampak ga je plačal, da pleme ni več napadalo.
Potem je šel Karakala proti vzhodu v vojno proti Partom. Prodrl je globoko na njihovo ozemlje, nato pa je 8. aprila 217 v mestu Kare (danes Harran) postal žrtev prefekta garde Marka Opelija Makrina.
Antični viri prikazujejo Karakalo kot krutega tirana; njegova sodobnika Kasij Dion  in Herodijan ga predstavljata najprej kot vojaka in nato kot cesarja. V 12. stoletju je Geoffrey iz Monmoutha začel legendo o Karakalovi vlogi britanskega kralja. Kasneje, v 18. stoletju, so dela francoskih slikarjev oživila podobe Karakale zaradi očitnih vzporednic med Karakalovo tiranijo in tisto, ki jo pripisujejo kralju Ludviku XVI. (vladavina 1774 - 1792). Sodobna dela še naprej prikazujejo Karakalo kot zlobnega vladarja in ga prikazujejo kot enega najbolj tiranskih rimskih cesarjev.

## Imena
Karakalo ime ob rojstvu je bilo Lucius Septimius Bassianus. Pri sedmih letih so ga preimenovali v Marka Avrelija Antonina, da bi se združil z družinama Antonina Pija in Marka Avrelija. Po besedah zgodovinarja iz 4. stoletja Avrelija Viktorja v njegovem delu Epitome de Caesaribus je postal znan pod vzdevkom (agnomen) "Karakala" po galski tuniki s kapuco, ki jo je običajno nosil in jo naredil modno. Morda jo je začel nositi med svojimi pohodi na Ren in Donavo. Kasij Dion, ki je med Karakalovo vladavino še vedno pisal svojo Historia romana, ga je običajno imenoval "Taravtas", po znanem pomanjševalnici in nasilnem gladiatorju tistega časa, čeprav ga je ob različnih priložnostih imenoval tudi "Karakala".

## Zgodnje življenje
Karakala se je rodil v Lugdunumu v Galiji (danes Lyon v Franciji) 4. aprila 188 Septimiju Severju (vladavina193-211) in Juliji Domni, kar mu je dalo punske očetovske prednike in arabske materinske prednike. Imel je nekoliko mlajšega brata, Geto, s katerim  Karakala je kratek čas vladal kot socesar. Karakala je bil star pet let, ko je bil njegov oče 9. aprila 193 razglašen za Avgusta.

### Cezar
V začetku leta 195 se je Karakalov oče Septimij Sever posmrtno posvojil od strani pobožanstvenega (divinizaciran) cesarja Mark Avrelija (vladal 161-180); Zato je Karakala leta 195 ali 196 prejel cesarski naziv Cezar, pri čemer je sprejel ime Mark Avrelij Antonin Cezar, leta 197 pa je bil imenovan za imperator destinatus (ali designatus), verjetno na svoj rojstni dan, 4. aprila, zagotovo pa pred 7. majem. Tako je tehnično postal del dobro znane dinastije Antoninov.

### Soavgustus (so-avgust)
Karakalov oče je 9-letnega Karakalo imenoval za soavgusta in polnopravnega cesarja od 28. januarja 198. To je bil dan, ko so praznovali triumf Septimija Severja v čast njegove zmage nad Partskim cesarstvom v rimsko-perzijskih vojnah; uspešno je oplenil partsko prestolnico Ktezifon po zmagi v bitki pri Ktezifonu (198), verjetno oktobra 197. Prejel je tudi tribunska pooblastila in naziv imperator. V napisih je Karakala od leta 198 nosil naziv vrhovnega duhovnika, pontifex maximus. Njegov brat Geta je bil istega dne razglašen za nobilissimus caesar, njun oče Septimij Sever pa je bil po zmagi imenovan Parthicus Maximus.
Leta 199 je bil sprejet v red Arvalskih bratov. Do konca leta 199, pri 11 letih, je bil imenovan pater patriae. Leta 202 je bil rimski konzul, potem ko je bil leto prej imenovan za consul designatus. Njegov so-partner je bil njegov oče, ki je opravljal svoj tretji konzulat.
Leta 202 je bil Karakala prisiljen poročiti se s hčerko Gaja Fulvija Plavcijana, Fulvijo Plavtilo, ki jo je sovražil, čeprav razlog ni znan. Poroka je bila med 9. in 15. aprilom, tik po tem, ko je dopolnil 14 let.
Leta 205 je bil Karakala drugič konzul, skupaj z Geto – to je bil prvi konzulat njegovega brata. Do leta 205, ko je bil star 16 let, je Karakala dal usmrtiti Plavcijana zaradi izdaje, čeprav si je verjetno izmislil dokaze o zaroti. Takrat je izgnal svojo ženo, katere kasnejši umor bi lahko bil izveden po Karakalovem ukazu.
28. januarja 207 je Karakala pri 18 letih praznoval svojo decennalia, deseto obletnico začetka svoje vladavine. Leto 208 je bilo leto njegovega tretjega in Getovega drugega konzulata. Geta je septembra ali oktobra 209 sam prejel naziv avgusta in tribunska pooblastila.
Med vladavino njegovega očeta je Karakalova mati Julija Domna igrala pomembno javno vlogo in prejela častne nazive, kot je "Mati tabora", igrala pa je tudi vlogo v zakulisju, ko je pomagala svojemu možu pri upravljanju. imperij. Opisana kot ambiciozna, se je Julija Domna obkrožila z misleci in pisatelji z vsega imperija. Medtem ko je Karakala zbiral in uril čete za načrtovano perzijsko invazijo, je Julija ostala v Rimu in upravljala cesarstvo. Julijin naraščajoči vpliv v državnih zadevah je bil začetek trenda vpliva cesarjevih mater, ki se je nadaljeval skozi celotno Seversko dinastijo.

## Vladanje kot starejši cezar

### Geta kot soavgust
4. februarja 211 je Septimij Sever umrl v Eborakumu (današnji York, Anglija) med pohodom na Kaledonijo, severno od rimske Britanije.
Tako sta njegova dva sinova in soavgusta, Karakala in njegov brat Geta, postala sodediča očetovega prestola in cesarstva. Karakala je posvojil očetov priimek Sever in prevzel vrhovni duhovniški položaj kot pontifex maximus. Njegovo ime je postalo Cesar Cezar Mark Avrelij Sever Antonin Pij Avgust.
Karakala in Geta sta končala rimsko invazijo na Kaledonijo (208–211), potem ko sta s Kaledonci sklenila mir, s katerim se je meja rimske Britanije vrnila na črto, ki jo je določal Hadrijanov zid. Med potovanjem nazaj iz Britanije v Rim z očetovim pepelom sta se Karakala in njegov brat nenehno prepirala, zaradi česar so bili odnosi med njima vse bolj sovražni. Karakala in Geta sta razmišljala o delitvi cesarstva na pol vzdolž Bosporske ožine, da bi bila njuna sovlada manj sovražna. Karakala naj bi vladal na zahodu, Geta pa na vzhodu. Mati ju je prepričala, naj tega ne storita. 

### Getin umor
26. decembra 211 so Geto na spravnem srečanju, ki ga je organizirala njuna mati, umorili člani pretorijanske garde, zvesti 23-letnemu Karakali. Geta je umrl v materinem naročju. Splošno sprejeto in očitno najverjetneje je, da je Karakala sam naročil atentat, saj nista bila nikoli v dobrih odnosih drug z drugim, kaj šele po tem, ko sta nasledila očeta. 
Karakala je nato preganjal in usmrtil večino Getovih podpornikov ter odredil, da je senat izrekel damnatio memoriae na spomin na njegovega brata.  Getova podoba je bila odstranjena z vseh slik, kovanci so bili staljeni, kipi uničeni, njegovo ime pa je bilo izbrisano iz papirusnih zapisov in postalo je izgovorjava ali pisanje Getovega imena je kaznivo dejanje, kaznovano s smrtno kaznijo.  Po atentatu na spomin (damnatio memoriae) je bilo po ocenah pobitih 20.000 ljudi.  Ubiti so bili Getovi stražarji in svetovalci, prijatelji in drugo vojaško osebje pod njegovim vodstvom. 

## Vladavina kot edini cesar
Ko je Geta leta 211 umrla, so se odgovornosti Julije Domne povečale, ker je Karakala upravne naloge ocenil kot dolgočasne. Morda je prevzela eno pomembnejših civilnih funkcij cesarja; prejemanje peticij in odgovarjanje na korespondenco. Obseg njene vloge na tem položaju pa je verjetno precenjen. Morda je zastopala svojega sina in igrala vlogo na sestankih ter pri odgovarjanju na vprašanja; vendar je bil končna avtoriteta v pravnih zadevah Karakala. Cesar je v pravnem sistemu opravljal vse vloge sodnika, zakonodajalca in upravitelja.

### Constitutio Antoniniana
Constitutio Antoniniana (dobesedno "Antoninova ustava", imenovana tudi "Karakalov edikt" ali "Antonina ustava") je bil edikt, ki ga je leta 212 izdal Karakala in v katerem je razglasil, da morajo vsi svobodni moški v Rimskem cesarstvu dobiti polno rimsko državljanstvo, z izjemo dediticijev, ljudi, ki so postali podložni Rimu s predajo v vojni in osvobojeni sužnji.
Pred letom 212 je bila večina rimskih državljanov prebivalcev rimske Italije, pri čemer je bilo v času smrti cesarja Avgusta leta 14 n. št. približno 4–7 % vseh prebivalcev Rimskega cesarstva rimskih državljanov. Zunaj Rima je bilo državljanstvo omejeno na rimske kolonije –  Rimljane ali njihove potomce, ki so živeli v provincah, prebivalce redkih izbranih mest po vsem cesarstvu –  in majhno število lokalnih plemičev, kot so bili npr. kralji odvisnih držav. Provincialci pa so bili običajno nedržavljani, čeprav so nekateri magistrati ter njihove družine in sorodniki imeli latinsko pravico. Latinska pravica ali ius Latii je bila vmesna ali poskusna faza za nerimske državljane, ki so želeli pridobiti polno rimsko državljanstvo. Poleg volilne pravice in možnosti opravljanja političnih funkcij so bile latinske pravice le omejeno rimsko državljanstvo.}}
Kasij Dion trdi, da je bil eden od namenov Karakalove izdaje edikta želja po povečanju državnih prihodkov; v tistem času je bil Rim v težkem finančnem položaju in je moral plačati za nova povišanja plač in ugodnosti, ki so bile podeljene vojski. Edikt je razširil obveznost javne službe in povečal prihodke z davkom na dediščino in emancipacijo, ki so ga morali plačevati le rimski državljani. Vendar je bilo le malo tistih, ki so pridobili državljanstvo, bogatih in čeprav je res, da je bil Rim v težkem finančnem položaju, se domneva, da to ni mogel biti edini namen edikta. Tudi provinciali so imeli od tega edikta koristi, ker so se zdaj lahko imeli za enakopravne partnerje Rimljanom v cesarstvu.
Drug namen izdaje edikta, kot je opisan v papirusu, na katerem je bil zapisan del edikta, je bil namenjen pomiritvi bogov, ki so Karakalo rešili iz zarote. Zadevna zarota je bila odgovor na Karakalov umor Gete in poznejši pokol njegovih privržencev; bratomor bi bil odobren le, če bi bil njegov brat tiran. damnatio memoriae proti Geti in velika plačila, ki jih je Karakala plačal svojim podpornikom, so bila namenjena zaščiti pred morebitnimi posledicami. Potem, ko je to uspelo, je Karakala čutil potrebo, da se rimskim bogovom oddolži tako, da s podobno veličastno gesto vrne uslugo rimskemu ljudstvu. To je bilo storjeno s podelitvijo državljanstva.
Drug namen izdaje edikta je bil morda povezan z dejstvom, da je obrobje cesarstva postajalo osrednjega pomena za njegov obstoj, podelitev državljanstva pa je bila morda preprosto logičen rezultat nenehnega širjenja državljanskih pravic s strani Rima.

### Alemanska vojna
Leta 213, približno leto dni po Getovi smrti, je Karakala zapustil Rim in se ni nikoli vrnil. Odšel je na sever do germanske meje, da bi se spopadel z Alemani, konfederacijo germanskih plemen, ki so prebila limes v provinci Retiji. Med pohodom 213–214 je Karakala uspešno premagal nekatera germanska plemena, druge težave pa je rešil z diplomacijo, čeprav natančno s kom so bile te pogodbe sklenjene, ostaja neznano. Medtem ko je bil tam, je Karakala okrepil obmejne utrdbe provinc Retije in Gornje Germanije, skupaj znane kot Agri decumates, tako da je lahko še dvajset let vzdržala morebitne nadaljnje vpade barbarov.

### Potovanje po pokrajinah
Spomladi leta 214 se je Karakala odpravil v vzhodne province, potoval skozi donavske province in anatolske province Azija ter Bitinije. Zimo 214/215 je preživel v Nikomediji. Do 4. aprila 215 je zapustil Nikomedijo in poleti bil v Antiohiji ob reki Orontes. Do decembra 215 je bil v Aleksandriji v delti Nila, kjer je ostal do marca ali aprila 216.
Ko so prebivalci Aleksandrije slišali za Karakalove trditve, da je v samoobrambi ubil svojega brata Geto, so ustvarili satiro, v kateri so se posmehovali tej in drugim Karakalovim trditvam. Karakala se je na to žalitev odzval z pobojem nič hudega sluteče deputacije vodilnih državljanov, ki so se decembra 215 zbrali pred mestom, da bi pozdravili njegov prihod, preden je svoje čete poslal proti Aleksandriji za več dni ropanja in plenjenja.
Spomladi 216 se je vrnil v Antiohijo in se je pred 27. majem odpravil voditi svojo rimsko vojsko proti Partom. Pozimi 215/216 je bil v Edessi. Karakala se je nato premaknil proti vzhodu v Armenijo. Do leta 216 je prodrl skozi Armenijo in proti jugu v Partijo.

### Karakalove terme
Gradnja Karakalovih term v Rimu se je začela leta 211 na začetku Karakalove vladavine. Terme so poimenovane po Karakali, čeprav je najverjetneje za njihovo načrtovanje odgovoren njegov oče. Leta 216 je bila delna otvoritev kopališč, vendar je bil zunanji obod kopališč dokončan šele med vladavino Severusa Aleksandra.
Ta velika kopališča so bila značilna za rimsko prakso gradnje kompleksov za družbene in državne dejavnosti v velikih gosto naseljenih mestih. Kopališča so obsegala približno 50 hektarjev (ali 202.000 kvadratnih metrov) zemlje in so lahko hkrati sprejela približno 1.600 kopalcev. Bila so druga največja javna kopališča, zgrajena v starem Rimu, in so imela bazene, vadbena igrišča, stadion, parne sobe, knjižnice, sejne sobe, fontane in druge ugodnosti, vse to pa je bilo obkroženo z vrtovi. Notranji prostori so bili okrašeni z barvitimi marmornimi tlemi, stebri, mozaiki in kolosalnimi kipi.

### Karakala in Serapis
Na začetku svoje vladavine je Karakala je razglasil cesarsko podporo grško-egipčanskemu bogu zdravljenja Serapisu. Iseum in Serapeum v Aleksandriji sta bila očitno obnovljena med Karakalovim sovladanjem z očetom Septimijem Severjem. Dokaz za to obstajata v dveh napisih, najdenih v bližini templja, ki očitno nosita njuna imena. Dodatni arheološki dokazi za to obstajajo v obliki dveh papirusov, ki datirajo v severovsko obdobje in tudi dveh kipov, povezanih s templjem, ki datirajo okoli leta 200 n. št. Po Karakalovem vzponu na prestol leta 212 je cesarska kovnica začela kovati kovance s Serapisovo podobo. To je odražalo osrednjo vlogo boga med Karakalovim vladanjem. Po Getovi smrti je Karakala orožje, s katerim je bil ubit, posvetil Serapisu. To je bilo najverjetneje storjeno, da bi Serapisa postavil v vlogo Karakalovega zaščitnika.

### Monetarna politika
Izdatki, ki jih je Karakala imel z velikimi bonusi, ki jih je dal vojakom, so ga kmalu po njegovem vzponu spodbudili k razvrednotenju kovancev. Ob koncu Severjeve vladavine in na začetku Karakaline, je rimski denarij imel približno 55% čistost srebra, vendar se je do konca Karakaline vladavine čistost zmanjšala na približno 51%.
Leta 215 je Karakala uvedel antoninijan, kovanec, ki naj bi služil kot dvojni denarij. Ta nova valuta pa je imela čistost srebra približno 52% za obdobje med 215 in 217 ter dejansko razmerje velikosti 1 antoninianus na 1.5 denarija. To je dejansko pomenilo, da je bil antoninijan vreden približno 1.5 denarija. Zmanjšana čistost srebra v kovancih je povzročila, da so ljudje kopičili stare kovance z višjo vsebnostjo srebra, kar je poslabšalo problem inflacije, ki ga je povzročila prejšnja devalvacija denarijev.

### Vojaška politika
Med svojo vladavino kot cesar je Karakala povišal letno plačo povprečnega legionarja z 2.000 sestercev (500 denarijev) na 2.700–3.000 sestercev (675–750 denarijev). Vojski, ki se jo je bal in jo občudoval, je podelil številne ugodnosti, v skladu z nasvetom, ki mu ga je dal oče na smrtni postelji, naj vedno upošteva dobrobit vojakov in ignorira vse ostale. Karakala je moral pridobiti in ohraniti zaupanje vojske, kar je storil z velikodušnimi povišanji plač in priljubljenimi gestami. Veliko časa je preživel z vojaki, tako zelo, da je začel posnemati njihovo obleko in sprejemati njihove manire.
Ko je Karakala zaključil svojo kampanjo proti Alemanom, je postalo očitno, da je bil pretirano obremenjen s posnemanjem Aleksandra Velikega. Odprto je začel posnemati Aleksandra v svojem osebnem slogu. Pri načrtovanju invazije na Partsko cesarstvo se je Karakala odločil, da bo 16.000 svojih mož razporedil v makedonske  falange,"kljub temu, da je Rimska vojska falango naredila za zastarelo taktično formacijo. Zgodovinar Christopher Matthew omenja, da ima izraz Phalangarii dva možna pomena, oba z vojaškimi konotacijami. Prvi se nanaša zgolj na rimsko bojno linijo in ne pomeni posebej, da so bili možje oboroženi s sarisami, drugi pa je podoben 'Marijevim mulam' pozne Rimske republike, ki so svojo opremo nosili obešeno na dolgem drogu in so bili v uporabi vsaj do 2. stoletja n. št. Posledično phalangarii II. legije Parthica morda niso bili oboroženi s sarisami, temveč so bili standardne bojne enote ali morda triariji.
Karakalova manija glede Aleksandra je šla tako daleč, da je obiskal Aleksandrijo med pripravami na invazijo na Perzijo in preganjal filozofe aristotelove šole na podlagi legende, da je Aristotel zastrupil Aleksandra. To je bil znak Karakalovega vse bolj nepredvidljivega vedenja.

### Partska vojna
Leta 216 je Karakala izvedel vrsto agresivnih pohodov na vzhodu proti Partom, z namenom, da bi pridobil več ozemlja pod neposredno rimsko kontrolo. Partskemu kralju Artabanu V. je ponudil poroko med seboj in kraljevo hčerko. Artaban je ponudbo zavrnil, saj je spoznal, da je bil predlog zgolj poskus združitve Partskega kraljestva pod rimsko kontrolo. V odgovor je Karakala izkoristil priložnost za začetek pohoda proti Partom. Tisto poletje je Karakala začel napadati podeželje vzhodno od Tigrisa. Naslednjo zimo se je Karakala umaknil v Edesso, Mezopotamija, današnja Şanlıurfa v jugovzhodni Turčiji in začel priprave za obnovo pohoda spomladi.

## Smrt
V začetku leta 217 je bil Karakala še vedno v Edesi, preden je obnovil sovražnosti proti Partiji. 8. aprila 217 je Karakala, ki je pravkar dopolnil 29 let, potoval na obisk templja boga lune Sina, medtem ko je bil na poti iz Edese v Carrhae, zdaj Harran v južni Turčiji, kjer so leta 53 pr. n. št. Rimljani v bitki utrpeli poraz s strani Partov. Po kratkem postanku za uriniranje se je Karakali približal vojak, Justin Martialis in ga zabodel. Skitski telesni stražar Karakalovega je Martiala ubil s svojo sulico. Dva pretorijanska tribuna sta pohitela k cesarju, kot da bi mu pomagala in dokončala atentat.
Martialis je bil ogorčen zaradi Karakalove zavrnitve, da bi mu podelil položaj centuriona in pretorijanski prefekt Makrin, Karakallov naslednik, je videl priložnost, da uporabi Martiala za konec Karakallove vladavine. Takoj po Karakallovi smrti je bil ubit tudi njegov morilec, Martial. Ko je bil Karakala umorjen, je bila Julija Domna v Antiohiji in urejala korespondenco, odstranjevala nepomembna sporočila iz množice sporočil, da Karakala, ko se bo vrnil, ne bi bil preobremenjen z dolžnostmi. Tri dni kasneje se je Makrin razglasil za cesarja s podporo rimske vojske.

## Portretiranje
Karakalova uradna upodobitev kot edinega cesarja pomeni prelom z odmaknjenimi podobami filozofov-cesarjev, ki so mu predhodili: njegova kratka frizura je vojaška, njegov bojeviti mrk pa realistična in grozeča prisotnost. Tega robustnega vojaka-cesarja, ikonični arhetip, je posvojila večina naslednjih cesarjev, kot je Maksimin Tračan, ki so bili odvisni od podpore vojakov za vladanje imperiju.
Herodian opisuje Karakalo, da je imel raje severnoevropska oblačila, Caracalla je bilo ime kratkega galskega plašča, ki ga je populariziral in pogosto je nosil blond lasuljo. Kasij Dion omenja, da je Karakala kot deček imel nagnjenost k jeznemu ali celo divjemu izrazu obraza.
Način, kako se je Karakala želel predstaviti svojemu ljudstvu, je viden skozi številne ohranjene doprsne kipe in kovance. Podobe mladega Karakale ni mogoče jasno ločiti od njegovega mlajšega brata Gete. Na kovancih je bil Karakala prikazan z lovorjevim vencem, potem ko je leta 197 postal avgust; Geta je bil brez pokrivala, dokler leta 209 ni sam postal avgust. Med letom 209 in očetovo smrtjo februarja 211 sta oba brata prikazana kot zrela mlada moška, ki sta bila pripravljena prevzeti imperij.
Med očetovo smrtjo in atentatom na Geto proti koncu leta 211 je Karakalov portret ostal statičen s kratko polno brado, medtem ko je Geta razvil dolgo brado z lasnimi prameni, kot njegov oče. Slednje je bil močan pokazatelj Getovih prizadevanj, da bi bil viden kot pravi naslednik njunega očeta, prizadevanje, ki je propadlo, ko je bil umorjen. Karakalova predstavitev na kovancih v obdobju njegovega sovladanja z očetom, od leta 198 do 210, je v splošnem v skladu s cesarsko predstavitvijo tretjega stoletja; večina vrst kovancev sporoča vojaška in verska sporočila, drugi kovanci pa sporočajo saeculum aureum in vrline.
Med Karakalovo samostojno vladavino od leta 212 do 217 je prišlo do pomembnega premika v predstavitvi. Večina kovancev, izdelanih v tem obdobju, je imela povezave z božanstvom ali verska sporočila; drugi so imeli nespecifična in edinstvena sporočila, ki so krožila le med Karakalovo samostojno vladavino.

## Zapuščina

### Damnatio memoriae
Karakala po atentatu ni bil podvržen pravi damnatio memoriae; čeprav ga je senat ni maral, je njegova priljubljenost pri vojski preprečila Makrinu in senatu, da bi ga odkrito razglasila za hostis. Makrin je, da bi pomiril senat, namesto tega ukazal tajno odstranitev Karakalovih kipov iz javnosti. Po njegovi smrti so ga ljudje primerjali z drugimi obsojenimi cesarji in pozvali k ukinitvi konjskih dirk, ki so praznovale njegov rojstni dan in k pretopitvi zlatih in srebrnih kipov, posvečenih njemu. Ti dogodki so bili vendarle omejenega obsega;večina izbrisov njegovega imena iz napisov je bila bodisi naključna bodisi posledica ponovne uporabe. Makrin je Karakalo deificiral in ga spominjal na kovancih kot Divus Antoninus. Zdi se, da ni bilo namernega pohabljanja Karakale na nobeni sliki, ki je bila ustvarjena med njegovo vladavino kot edinega cesarja.

### Klasična upodobitev
Karakala je v antičnih virih Kasija Diona, Herodijana in Historia Augusta predstavljen kot krut tiran in divji vladar. To upodobitev Karakale še dodatno potrjuje umor njegovega brata Gete in kasnejši pokol Getinih privržencev, ki ga je ukazal Karakala. Poleg tega ti sodobni viri predstavljajo Karakalo kot "vojaškega cesarja" zaradi njegove preference vojakov pred senatorji, kar ga je naredilo še manj priljubljenega pri senatorskih biografih. Dion je Karakalo izrecno predstavil kot cesarja, ki je marširal z vojaki in se obnašal kot vojak. Dion je pogosto omenjal tudi Karakaline velike vojaške izdatke in posledične finančne težave, ki jih je to povzročilo. Te značilnosti prevladujejo v Karakalinem liku v ohranjeni klasični literaturi. Karakalove terme so v klasični literaturi predstavljene kot brez primere po obsegu in nemogoče za gradnjo, če ne bi bilo uporabe armiranega betona. Karakalin edikt, izdan leta 212, pa je v klasičnih zapisih skoraj neopažen.
Historia Augusta velja med zgodovinarji za najmanj zanesljivo glede vseh poročil o dogodkih, historiografije in biografij med antičnimi deli in je polna izmišljenih materialov in virov. Dela Herodijana iz Antiohije so v primerjavi z zgodbami, ki jih predstavlja Historia Augusta, "daleč manj fantastična". Zgodovinar Andrew G. Scott meni, da je Dionovo delo pogosto obravnavano kot najboljši vir za to obdobje. Vendar pa zgodovinarka Clare Rowan dvomi o Dionovi natančnosti glede Karakale, saj se delo nanaša na sovražen odnos do Karakale in ga je zato treba obravnavati previdno. Primer te sovražnosti najdemo v enem odseku, kjer Dion ugotavlja, da Karakala izvira iz treh različnih ras in da mu je uspelo združiti vse njihove napake v eno osebo: nestanovitnost, strahopetnost in nepremišljenost Galcev, krutost in strogost Afričanov ter prekanjenost, ki je povezana s Sirci. Kljub temu Rowan opisuje oris dogodkov, kot jih je predstavil Dion, kot splošno točne, medtem ko so motivi, ki jih Dion predlaga, vprašljivega izvora. Primer tega je njegova predstavitev Karakalinega edikta; motiv, ki ga Dion pripisuje temu dogodku, je Karakalinova želja po povečanju davčnih prihodkov. Olivier Hekster, Nicholas Zair in Rowan izpodbijajo to predstavitev, ker bi bila večina ljudi, ki so bili z ediktom pooblaščeni, revnih. V svojem delu Rowan opisuje tudi Herodianovo upodobitev Karakale: bolj podoben vojaku kot cesarju.